# Cabera hamica
Cabera hamica là một loài bướm đêm trong họ Geometridae.